# Opper-Silezisch voetbalkampioenschap 1922/23
In 1922/23 werd het twaalfde Opper-Silezisch voetbalkampioenschap gespeeld, dat georganiseerd werd door de Zuidoost-Duitse voetbalbond. Doordat Duitsland een deel van Opper-Silezië moest afstaan aan Polen ging de clubs uit de regio Kattowitz en Königshütte in de Poolse competitie spelen of ze werden ontbonden. 
Beuthener SuSV 09 werd kampioen en plaatste zich voor de Zuidoost-Duitse eindronde. In de groepsfase eindigde de club samen eerste met Vereinigte Breslauer Sportfreunde en verloor de wedstrijd om de titel met 2:0.
SV 1913 Beuthen en FC Borussia Beuthen fuseerden tot FC Preußen Beuthen. 

## A-Klasse

### Beuthen

#### Ostkreis
| Plaats | Club                 | Wed. | W | G | V  | Saldo | Ptn   |
| ------ | -------------------- | ---- | - | - | -- | ----- | ----- |
| 1.     | Beuthener SuSV 09    | 10   | 9 | 0 | 1  | 24:15 | 18:2  |
| 2.     | VfB 1918 Beuthen     | 10   | 8 | 0 | 2  | 25:15 | 16:4  |
| 3.     | Sportfreunde Roßberg | 10   | 5 | 0 | 5  | 10:11 | 10:10 |
| 4.     | FC Wacker Beuthen    | 9    | 3 | 1 | 5  | 11:13 | 7:11  |
| 5.     | VfR 1920 Beuthen     | 9    | 3 | 1 | 5  | 11:17 | 7:11  |
| 6.     | FC Preußen Beuthen   | 10   | 0 | 0 | 10 | 4:14  | 0:20  |

|  | Finale Beuthen |
|  | Degradatie     |

#### Westkreis
| Plaats | Club                           | Wed. | W | G | V | Saldo | Ptn  |
| ------ | ------------------------------ | ---- | - | - | - | ----- | ---- |
| 1.     | Sportfreunde 1920 Mikultschütz | 8    |   |   |   |       | 13:3 |
| 2.     | FC Diana Schomberg             | 8    |   |   |   |       | 12:4 |
| 3.     | TV Borsigwerk                  | 7    |   |   |   |       | 9:5  |
| 4.     | SuSV 1912 Miechowitz           | 7    |   |   |   |       | 4:10 |
| 5.     | TSV Peiskretscham              | 8    |   |   |   |       | 0:16 |

|  | Finale Beuthen |
|  | Degradatie     |

#### Finale
|              |                   |       |                                |                      |
| 24 juni 1923 | Beuthener SuSV 09 | 1 – 0 | Sportfreunde 1920 Mikultschütz | Biskupitz-Borsigwerk |
| 24 juni 1923 |                   |       |                                | Biskupitz-Borsigwerk |

Gezien de datum lijkt het erop dat Beuthener SuSV 09 naar de eindronde gestuurd werd zonder de finale eerst te spelen. 

### Gleiwitz
| Plaats | Club                           | Wed.           | W              | G              | V              | Saldo          | Ptn            |
| ------ | ------------------------------ | -------------- | -------------- | -------------- | -------------- | -------------- | -------------- |
| 1.     | TV Vorwärts Gleiwitz           | 12             | 10             | 0              | 2              | 57:8           | 20:4           |
| 2.     | VfB 1910 Gleiwitz              | 12             | 9              | 2              | 1              | 35:13          | 20:4           |
| 3.     | RV 09 Gleiwitz                 | 12             | 9              | 0              | 3              | 17:14          | 18:6           |
| 4.     | SC Preußen 1910 Zaborze        | 11             | 5              | 0              | 6              | 17:28          | 10:12          |
| 5.     | MTV 1878 Gleiwitz              | 12             | 3              | 1              | 8              | 8:31           | 7:17           |
| 6.     | VfR 1919 Gleiwitz              | 11             | 3              | 1              | 7              | 6:35           | 7:15           |
| 7.     | Verein Gleiwitzer Sportfreunde | 12             | 0              | 0              | 12             | 3:14           | 0:24           |
| 8.     | SC Diana Hindenburg            | Teruggetrokken | Teruggetrokken | Teruggetrokken | Teruggetrokken | Teruggetrokken | Teruggetrokken |

|  | Play-off   |
|  | Degradatie |

Play-off
|                 |                      |       |                   |          |
| 14 januari 1923 | TV Vorwärts Gleiwitz | 3 – 0 | VfB 1910 Gleiwitz | Gleiwitz |
| 14 januari 1923 |                      |       |                   | Gleiwitz |

### Ratibor
| Plaats | Club                            | Wed. | W | G | V | Saldo | Ptn  |
| ------ | ------------------------------- | ---- | - | - | - | ----- | ---- |
| 1.     | SVgg 03 Ratibor                 | 8    | 5 | 0 | 3 | 22:9  | 10:6 |
| 2.     | SV 1919 Ostrog                  | 5    | 4 | 1 | 0 | 15:2  | 9:1  |
| 3.     | SV Preußen 06 Ratibor           | 7    | 3 | 2 | 2 | 10:5  | 8:6  |
| 4.     | SV Schlesien 07 Ratibor         | 6    | 1 | 0 | 5 | 3:27  | 2:10 |
| 5.     | Vereinigte Coseler Sportfreunde | 4    | 0 | 1 | 3 | 1:8   | 1:7  |

|  | Geplaatst voor eindronde |

### Oppeln
| Plaats | Club                              | Wed. | W | G | V | Saldo | Ptn |
| ------ | --------------------------------- | ---- | - | - | - | ----- | --- |
| 1.     | SVgg 1911 Kreuzburg               | 2    | 1 | 1 | 0 |       | 3:1 |
| 2.     | VfR Oppeln                        | 2    | 1 | 1 | 0 |       | 3:1 |
| 3.     | Verein Oppelner Sportfreunde 1919 | 2    | 0 | 0 | 2 |       | 0:4 |

|  | Geplaatst voor eindronde |

### Neustadt
| Plaats | Club                          | Wed. | W | G | V | Saldo | Ptn |
| ------ | ----------------------------- | ---- | - | - | - | ----- | --- |
| 1.     | SuEV Guts Muths Neustadt      | 4    | 3 | 1 | 0 | 12:7  | 7:1 |
| 2.     | VfR Neustadt                  | 3    | 1 | 1 | 1 | 10:6  | 3:3 |
| 3.     | SV Bad Ziegenhals             | 1    | 0 | 0 | 1 | 1:6   | 0:2 |
| 4.     | FC Reiterregiment 11 Neustadt | 2    | 0 | 0 | 2 | 3:7   | 0:4 |

|  | Geplaatst voor eindronde |

## Eindronde
| Plaats | Club                 | Wed. | W | G | V | Saldo | Ptn |
| ------ | -------------------- | ---- | - | - | - | ----- | --- |
| 1.     | Beuthener SuSV 09    | 4    | 4 | 0 | 0 | 31:2  | 8:0 |
| 2.     | TV Vorwärts Gleiwitz | 4    | 3 | 0 | 1 | 20:6  | 6:2 |
| 3.     | SVgg 1911 Kreuzburg  | 3    | 1 | 0 | 2 | 4:11  | 2:4 |
| 4.     | SV 1919 Ostrog       | 4    | 1 | 0 | 3 | 8:17  | 2:6 |
| 5.     | SV Bad Ziegenhals    | 3    | 0 | 0 | 3 | 3:30  | 0:6 |

|  | Geplaatst voor Zuidoost-Duitse eindronde |